# Giovanni Losi
Giovanni Losi, conegut com a Pare Losi (Caselle Landi, 29 de novembre de 1838 - El Obeid, 27 de desembre de 1882) fou un religiós italià. Va ser ordenat sacerdot l'any 1862 i, el 1872, va entrar a l'Institut Missioner de Verona, fundat per Daniele Comboni. L'any següent va marxar amb ell cap al Sudan. Esdevingué el confessor personal del pare Comboni.
Va publicar, amb el pare Luigi Bonomi, el primer catecisme i diccionari en llengua nobiin, llengua desconeguda a Europa fins aquell moment.
Després de la mort de Comboni, el 1881, va ser nomenat superior ad interim per a tota la missió centreafricana. Va emmalaltir d'escorbut i va morir el 27 de desembre de 1882, als 44 anys.
Després de la seva mort, a Caselle Landi, se li ha dedicat un carrer que voreja l'església i porta al camp.

## Referències

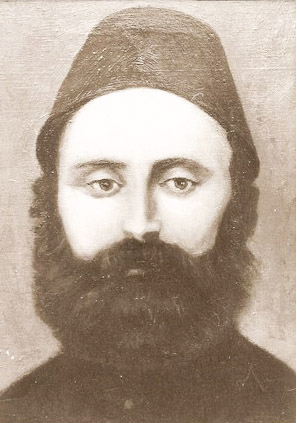
El pare Losi cap al 1880 durant la seva missió al Sudan.

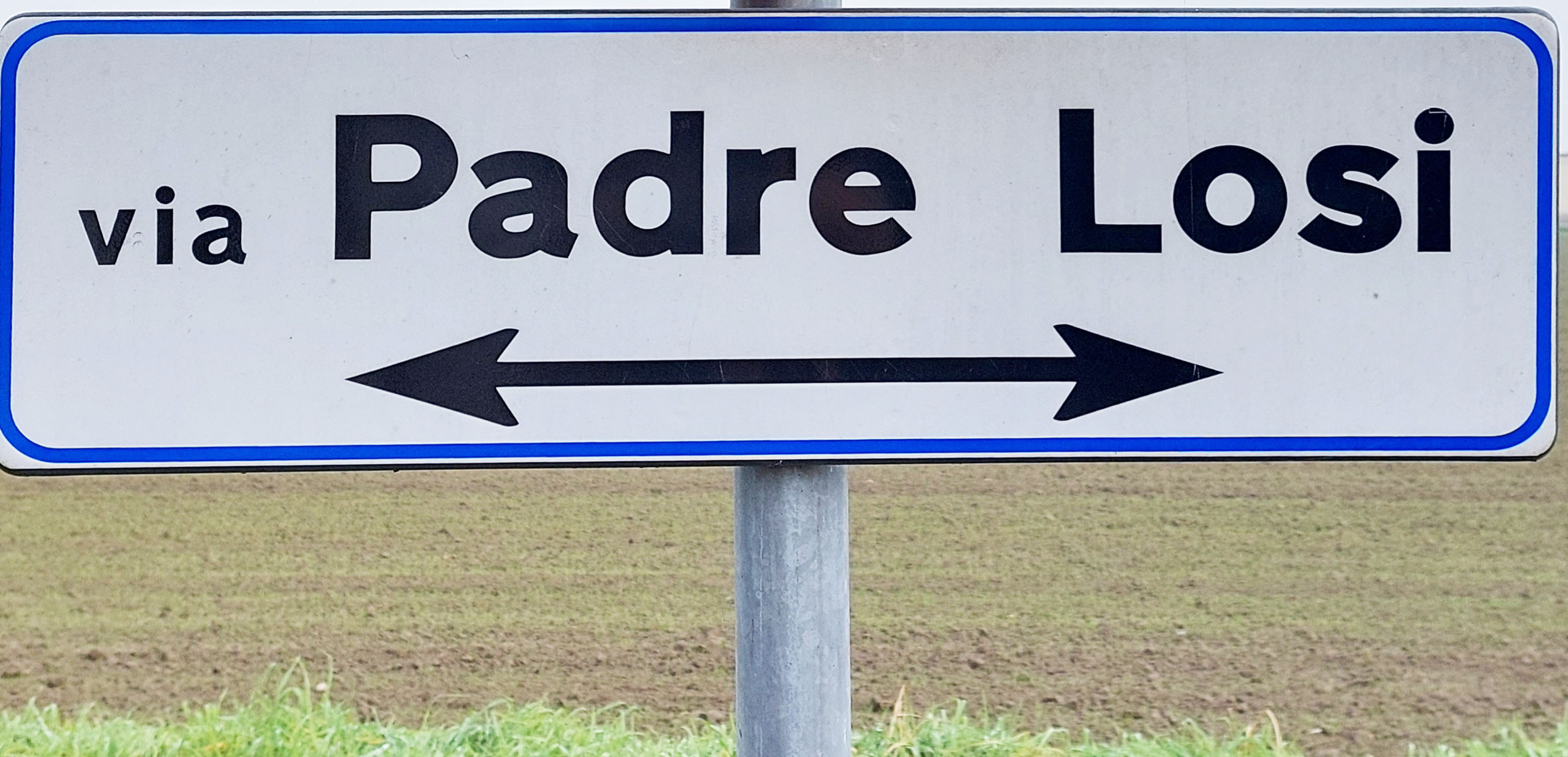
El rètol del carrer dedicat al pare Losi, a Caselle Landi.